# ایا (هاوایی)
ایا، هاوایی (به انگلیسی: Aiea, Hawaii) یک منطقهٔ مسکونی در ایالات متحده آمریکا است که در هاوائی واقع شده‌است.

## خصوصیات
ایا ۴٫۶ کیلومترمربع مساحت و ۹٬۳۳۸ نفر جمعیت دارد و ۷۶ متر بالاتر از سطح دریا واقع شده‌است.